# NGC 5279
NGC 5279 je prečkasta spiralna galaktika u zviježđu Velikom medvjedu. U međudjelovanju je sa susjednom galaktikom NGC 5278.

## Vanjske poveznice
- (engl.) SEDS: NGC 5279
- (engl.) Revidirani Novi opći katalog
- (engl.) Izvangalaktička baza podataka NASA-e i IPAC-a
- (engl.) Astronomska baza podataka SIMBAD
- (engl.) VizieR